# Грицай, Николай Иванович
Николай Иванович Грицай (26 мая 1938, Черниговская область — 28 января 1992) — звеньевой механизированного звена колхоза «Жовтнева революция» Коропского района Черниговской области Украинской ССР.

## Биография
Родился 26 мая 1938 года в селе Жовтневое Коропского района Черниговской области в крестьянской семье. Украинец. В 1953 году окончил 7 классов Жовтневой средней школы.
В 1953—1955 годах работал рядовым колхозником колхоза «Жовтнева революция». С декабря 1955 по апрель 1956 года учился на курсах трактористов при Коропской машинно-тракторной станции. С апреля 1956 по ноябрь 1957 года работал трактористом в колхозе.
С ноября 1957 по ноябрь 1960 года служил в Советской Армии. После демобилизации с ноября 1960 по сентябрь 1965 года работал трактористом в колхозе «Жовтнева революция». Член КПСС с июля 1963 года. В 1969 году окончил полный курс заочной средней школы.
В 1965—1978 годах — звеньевой механизированной бригады колхоза «Жовтнева революция».
В 1971 году за получение высокого урожая картофеля 253 центнера с гектара был награждён орденом Ленина.
Указом Президиума Верховного Совета СССР от 8 декабря 1973 года за большие успехи, достигнутые во Всесоюзном социалистическом соревновании, и проявленную трудовую доблесть в выполнении принятых обязательств по увеличению производства и продажи государству зерна, сахарной свёклы, маслинных культур и других продуктов земледелия в 1973 году, Грицаю Николаю Ивановичу присвоено звание Героя Социалистического Труда с вручением ордена Ленина и золотой медали «Серп и Молот».
В 1976 году окончил Майновский сельскохозяйственный техникум, в 1988 году — Белоцерковский сельскохозяйственный институт имени П. Л. Погребняка по специальности «агрономия».
С 1978 по март 1985 года работал заведующим производственного участка механизации колхоза «Жовтнева революция». В марте 1985 года был избран председателем Жовтневого сельского совета народных депутатов. С 1990 года — инспектор Гостехнадзора Коропского района.
Делегат 24-го съезда КПСС, съезда колхозников УССР в Киеве. Неоднократно избирался депутатом сельского, районного и областного совета народных депутатов.
Жил в посёлке городского типа Короп. Умер 28 января 1992 года. Похоронен на Михайловском кладбище в Коропе.
Награждён 2 орденами Ленина, медалями; также золотой, серебряной и 2 бронзовыми медалями ВДНХ.